# Тлучево
Тлучево (пол. Tłuczewo) — село в Польщі, у гміні Ліня Вейгеровського повіту Поморського воєводства.
Населення — 228 осіб (2011).
У 1975-1998 роках село належало до Гданського воєводства.

## Демографія
Демографічна структура станом на 31 березня 2011 року:
|          | Загалом | Допрацездатний вік | Працездатний вік | Постпрацездатний вік |
| -------- | ------- | ------------------ | ---------------- | -------------------- |
| Чоловіки | 111     | 30                 | 71               | 10                   |
| Жінки    | 117     | 30                 | 66               | 21                   |
| Разом    | 228     | 60                 | 137              | 31                   |